# Otto Huiswoud
Otto Eduard Gerardus Majelia Huiswoud (Paramaribo, 28 oktober 1893 – Amsterdam, 20 februari 1961) was een Surinaams politiek activist. Hij kwam op zestienjarige leeftijd vanuit Suriname naar New York. In de New Yorkse wijk Harlem raakte hij betrokken bij sociaal-maatschappelijke kwesties en in 1914 werd Huiswoud lid van de socialistische partij. Later was hij een medeoprichter van de Communistische Partij van de Verenigde Staten. In 1922 werkte Huiswoud als vertegenwoordiger van deze beweging voor het comité van het vierde internationale congres van het Komintern in Moskou. Na de Tweede Wereldoorlog verhuisde Huiswoud naar Amsterdam, waar hij in de periode 1954-1961 voorzitter was van Vereniging Ons Suriname. Vanuit deze positie organiseerde hij antikoloniale, politieke en culturele activiteiten.

## Biografie

### Kindertijd in Suriname
Huiswoud werd geboren op 28 oktober 1893 in Paramaribo. Zijn vader, Rudolf Huiswoud, was 11 jaar oud toen de slavernij op 1 juli 1863 werd afgeschaft. Tot zijn dood in 1920 werkte Rudolf Huiswoud als kleermaker. De moeder van Otto Huiswoud was Jacqueline Bernard Huiswoud, zij kwam oorspronkelijk uit Curaçao. Samen kregen Rudolf en Jacqueline acht kinderen; Otto was hun vijfde kind en tweede zoon.
Als kind werd Huiswoud vijf jaar lang onderwezen op katholieke scholen in Suriname. In die tijd werd het onderwijs gegeven in de Nederlandse taal en was er een leerplicht voor kinderen van 7 tot 12 jaar oud. Gedurende deze jaren leerde hij naast Nederlands ook de Duitse en Franse taal. Daarnaast was Huiswoud in de leer bij een timmerman en op zondagen was hij misdienaar. Na het afronden van zijn schooltijd ging Huiswoud voor een tweede keer in de leer, ditmaal bij een boekdrukker. Hij was echter niet gelukkig met dit werk en wilde de wereld zien. In januari 1910 slaagde Huiswoud er in om zijn vader van zijn wens te overtuigen en hij vertrok in een bananenboot richting Nederland. De werkomstandigheden aan boord waren echter slecht. Huiswoud en twee van zijn vrienden besloten daarom van boord te springen toen de boot aangemeerd lag in New York. Vervolgens vestigde Huiswoud zich in Brooklyn, waar hij verschillende banen had als drukker, kok en conciërge.

### Vroege politieke carrière
In New York raakte Otto Huiswoud voor het eerst bekend met socialistische ideeën en literatuur. Zeepkistsprekers hielden vaak redevoeringen op Union Square. Huiswoud werd in 1916 lid van de Socialistische Partij van Amerika (SPA). Hij was een aanhanger van de linkervleugel binnen deze partij tijdens de fractiestrijd van 1919. In juni 1919 was hij een van de vierennegentig afgevaardigden tijdens de Nationale Conferentie van deze stroming. Tijdens deze conferentie werd een Linkse Nationale Raad gekozen die direct betrokken was bij de oprichting van de Communistische Partij van Amerika op 1 september 1919. Deze partij werd lid van het Komintern. Huiswoud is bekend als het eerste zwarte lid van de Amerikaanse communistische partij.
Dankzij connecties met de radicale zwarte leiders van Harlem vond Huiswoud uiteindelijk zijn weg naar het lidmaatschap van de African Blood Brotherhood, een geheim genootschap opgericht door Cyril Briggs om zwarte bevrijding en zelfverdediging tegen racistische agressie te bevorderen. Hoewel een actieve deelnemer in de organisatie, was Huiswoud niet onder de oprichters van de groep.
In de zomer van 1922, werd Huiswoud gekozen als de kandidaat van de Arbeiderspartij van Amerika, de nieuwe "juridische" politieke arm van wat toen de ondergrondse Communistische Partij was.

### Komintern afgevaardigde
Huiswoud was een officiële afgevaardigde van de Arbeiderspartij van Amerika naar het 4e Wereldcongres van de Komintern, gehouden in Moskou van 5 november tot 5 december 1922. Hij was hier samen met de Caribische dichter Claude McKay. Huiswoud sprak de verzamelde afgevaardigden over de situatie van de zwarte arbeiders in de Verenigde Staten. Huiswoud werd verkozen tot hoofd van de 'Negro Commission' van het congres en was betrokken bij het ontwerp van de stelling over de zogenaamde "Negro Question". Deze stelling en vier resoluties werden door hem gepresenteerd op het Congres.

### Activiteit in de jaren 1920
Huiswoud keerde terug naar Amerika in 1923. Huiswoud werd aangesteld als functionaris in de African Blood Brotherhood, destijds onderdeel van de Communistische Partij gericht op zwarte arbeiders. Huiswoud werkte als nationaal organisatie secretaris van de groep tot aan de opheffing van de organisatie.
In februari 1924, woonde Huiswood de zogenaamde "Negro Sanhedrin" bij, een nationale antiracisme conferentie, als een van de twee officiële afgevaardigden van de African Blood Brotherhood. De twee ABB afgevaardigden kregen gezelschap van vijf anderen, vertegenwoordigers van de Workers Party of America (naam van de gelegaliseerde Communistische partij sinds eind 1921).
In juni 1924 was Huiswoud een afgevaardigde naafr de Farmer-Labor Party, een poging van de Workers Party of America om een massale politieke organisatie te creëren onder ontevreden boeren. Op deze bijeenkomst werd door Huiswoud een resolutie voorgesteld waarin wordt opgeroepen tot volledige sociale gelijkheid voor Amerikaanse zwarten en een einde te maken aan lynchen. Een blanke Texaanse boer maakte bezwaar tegen het voorstel van Huiswoud, en verklaarde dat Amerikaanse zwarten niet echt sociale gelijkheid willen met blanken, alleen materiële voordelen. Huiswoud reageerde door de boer aan de kaak te stellen, een actie die een bedreiging vormde voor de fragiele alliantie die de communisten probeerden op te bouwen en dat werd beschouwd als een ernstige schending van de discipline. Huiswoud werd voor een jaar geschorst van de Workers Party.
In maart 1929, werd Huiswoud als afgevaardigde verkozen tot de 6e Nationale Conventie van de Communistische (Arbeiders) Partij, gehouden in New York. Bovendien diende Huiswoud als de directeur van de Negro afdeling van de communistische partij op dit moment.

### Terug naar Moskou
Na de 6e Conventie, werd Huiswoud gekozen als een van tien afgevaardigden om te reizen naar Moskou ter ondersteuning van nationaal secretaris Jay Lovestone. Hoewel de afgevaardigden een verenigd front presenteerden om te pleiten voor een voortzetting van Lovestone als secretaris, besloot de machtige Amerikaanse Commissie, waarvan onder meer Sovjet-leiders als Jozef Stalin, Vyacheslav Molotov, en Otto Kuusinen deel uitmaakten, uiteindelijk om krachtdadig op te treden tegen de factiezucht die de Amerikaanse partij gedurende het decennium van haar bestaan had geteisterd, door het verwijderen van tegengestelde factieleiders Lovestone en Alexander Bittelman. Beiden werden naar het buitenland gestuurd om te werken in andere communistische partijen.
Lovestone weigerde dit besluit te aanvaarden en keerde terug naar huis zonder toestemming, wat resulteert in zijn uitzetting uit de Communistische Partij en zijn uiteindelijke vorming van een rivaliserende organisatie, de Communist Party (Majority Group). Huiswoud koos ervoor de beslissingen van de Komintern te accepteren.
In juli 1928 had de Rode Internationale van Vakbonden (RILU), de internationale communistische vakbondsorganisatie, een "Negro Sectie" gevestigd gewijd aan de coördinatie van de activiteiten van de zwarte werknemers uit het Caribisch gebied en Sub-Saharisch Afrika. Dit zou dienen als het centrum voor een organisatie genaamd de "International Trade Union Committee of Negro Workers" (ITUCNW), gevestigd te Hamburg, Duitsland in juli 1930. Onder leiding van de Trinidadiaanse George Padmore, werd Huiswoud uitgeroepen tot de redacteur van de ITUCNW's maandelijkse publicatie, The Negro Worker, een regelmatige publicatie die de problemen en achterstelling van de zwarte wereldbevolking onder de aandacht van het publiek bracht.

### Tweede Wereldoorlog en later leven
In 1933 was The Negro Worker gevestigd in Hamburg. Volgens een rapport van de Nederlandse Centrale Inlichtingendienst stond Otto Huiswoud voor de oorlog in contact met Anton de Kom.  Nadat de nazi's aan de macht waren gekomen, verliet Huiswoud Duitsland en vestigde zich in Kopenhagen, Parijs, Nederland en keerde weer terug naar Parijs. In 1941 besloot hij te verhuizen naar zijn geboorteland Suriname.:63 Op 31 januari 1941 werd Huiswoud op bevel van gouverneur Johannes Kielstra gearresteerd en geïnterneerd in Interneringskamp Copieweg als een communistische propagandist. Op 25 september 1942 werd hij vrijgelaten vanwege een zwakke gezondheid en omdat hij niet gevaarlijk werd geacht.
Na de Tweede Wereldoorlog verhuisden Otto en zijn vrouw naar Amsterdam, waar Otto als voorzitter van de Vereniging Ons Suriname de belangen van Surinamers in Nederland behartigde. Onder zijn voorzitterschap ontwikkelde de VOS zich tot broedplaats voor de onafhankelijkheid, maar was politiek gezien sociaaldemocratisch door de invloed van Eddy Bruma en Jules Sedney.

### Overlijden
Op 20 februari 1961 is Otto Huiswoud overleden in Amsterdam. Hij was 67 jaar oud.
Otto Huiswouds kranten, gearchiveerd onder de naam van zijn vrouw, Hermina "Hermie" Dumont-Huiswoud, verblijven op het Tamiment Library aan de New York-universiteit in twee archiefdozen. Het gebruik van de collectie is zonder beperking open voor leerlingen. Een klein archief van Otto en Hermina Huiswoud is via de testamentair executeur van Hermina overgedragen aan het Internationaal Instituut voor Sociale Geschiedenis. Aldaar is het beschikbaar voor inzage. In 2017 opende de tentoonstelling 'Zwart en Revolutionair: Het verhaal van Hermina en Otto Huiswoud' in het gebouw van de Vereniging Ons Suriname en The Black Archives aan de Zeeburgerdijk in Amsterdam.